# Boubacar Keita
Boubacar Keita (sinh ngày 20 tháng 5 năm 1984 ở Conakry) là một cầu thủ bóng đá người Nigeria gốc Guinée hiện tại thi đấu cho Kenkre FC ở I-League 2nd Division.